# نا مون هي
نا مون هي (هانغل: 나문희) هي ممثلة كورية جنوبية، ولدت في 30 نوفمبر 1941 ببكين في الصين.

## أعمال

### أفلام
- العائلة الهادئة (1998)

### مسلسلات
- محبوبتي سام سون

## وصلات خارجية
- نا مون هي على موقع IMDb (الإنجليزية)
- نا مون هي على موقع ألو سيني (الفرنسية)
- نا مون هي على موقع قاعدة بيانات الفيلم (الإنجليزية)
- نا مون هي على موقع كينوبويسك (الروسية)